# Bidirectional Forwarding Detection
Pour les articles homonymes, voir BFD.
Bidirectional Forwarding Detection (BFD) est un protocole réseau utilisé pour détecter les défauts entre deux équipements reliés par un lien. Il permet la détection de défauts (tout en ayant un faible encombrement), même sur des supports physiques qui ne supportent pas la détection de défaillance, comme l'Ethernet, les circuits virtuels, les tunnels et les LSP MPLS.
BFD établit une session entre deux points sur un lien particulier. Si plus d'un lien existe entre les deux systèmes, plusieurs sessions BFD peuvent être établies pour suivre chacun d'eux.